# Брилёвка (Кличевский район)
Брилёвка (бел. Брылёўка) — деревня в составе Долговского сельсовета Кличевского района Могилёвской области, на берегу Друти, в 55 км от Могилёва, в 15 км от станции Друть (железная дорога Могилёв — Осиповичи).

## История
Основана (либо вновь заселена) в 1830-х годах. Название происходит от фамилии предположительно первых жителей — Брылюгоў, которая позднее была зафиксирована в форме Барлюгоў (Берлюгоў). В имении Закупленье, в состав которого также входили деревни Закупленье, Ядреная Слобода, Новая Слободка и Должанка. В составе прихода Троицкой церкви в селе Городище Быховского уезда.